# Jaasir Linger
Jaasir Linger (Zoetermeer, 14 juni 1991)  is een Nederlands beeldend kunstenaar van Surinaamse afkomst. Hij woont en werkt in Rotterdam.

## Biografie
Linger is geboren als kind van Surinaamse ouders in de Surinaamse diaspora, in 1991 in Zoetermeer, Nederland.  Zijn vader is van creools-Indonesische afkomst en zijn moeder van creools-Portugees Joodse afkomst.
Van 2015 tot 2019 studeerde Linger aan de Fotoacademie in Amsterdam, waar hij afstudeerde met zijn kunstinstallatie 'Hier praten we liever niet over!', een project waarin hij de negatieve associaties met de Afro-Surinaamse religie winti onderzocht. Sinds 2021 studeert hij 'Blacker Blackness' aan het Sandberg Instituut voor een Master of Arts.
Linger is vooral geïnteresseerd in Surinaams cultureel erfgoed en zijn kunst bevat altijd elementen van winti. Hij probeert door middel van zijn kunst winti op een positieve manier de wereld in te brengen als tegenwicht tegen de negatieve beeldvorming zoals die gecreëerd werd door de koloniale overheid en christelijke kerk.
De kunstwerken van Linger zijn onder andere tentoongesteld geweest in het Museum Het Rembrandthuis, Amsterdam Museum,  museum Het Nieuwe Instituut, CBK Zuidoost, The Black Archives, Völkerkundemuseum Herrnhut en Documenta 15.

## Onderscheiding
In 2017 won Jaasir Linger de Gouden Freelancer Award, een tweejaarlijkse prijs voor het beste, door freelancers geproduceerde journalistieke verhaal, met de interactieve documentaire 'Gliphoeve - Een vergeten strijd’. Dit is een interactieve VPRO webdocumentaire over de integratie van Surinaamse-Nederlanders in de jaren zeventig in de Amsterdamse Bijlmermeerflat Gliphoeve.